# Ягодново
Я́годново (бел. Я́гаднава) — деревня в Сморгонском районе Гродненской области Белоруссии. Входит в состав Вишневского сельсовета, до 2016 года входила в состав Войстомского сельсовета.
Расположена в восточной части района к северо-востоку от реки Поддубянка. Расстояние до районного центра Сморгонь по автодороге — около 21,5 км, до центра сельсовета агрогородка Войстом по прямой — чуть более 10,5 км. Ближайшие населённые пункты — Мицкевичи, Ордея, Хавсты.
Согласно переписи население деревни в 1999 году насчитывало 17 человек.
К западу от Ягодново располагается территория биологического заказника «Мицкевичский».
Через деревню проходят местные автомобильные дороги:
- Н6137 Шостаки — Мицкевичи — Студенец
- Н7929 Ягодново — Хавсты

Также через деревню проходит маршрут рейсового автобуса Сморгонь — Ордея.